# After all (Pussycat)
After all is een elpee van Pussycat uit 1983. Dit is de zesde en laatste elpee van de groep. Drie nummers van het album werden uitgebracht op de A-kant van een single. Hiervan schreef Werner Theunissen er twee. De elpee bereikte geen notering in de Album Top 100. 
De elpee werd geproduceerd door de uit Duitsland afkomstige Günter Lammers en Juan Bastós. Zij maakten een trendbreuk met de voorgaande elpees waarvan vier door Eddy Hilberts en één door Pim Koopman waren geproduceerd. Bij de voorgaande elpees had Theunissen telkens het leeuwendeel van de composities voor zijn rekening genomen, terwijl hij er nu slechts vijf van de twaalf schreef. Vier waren afkomstig van de producenten. Verder waren de drie zussen in de voorgaande jaren het boegbeeld van de groep geweest en werd in deze periode ook een rol voor Lou Willé weggelegd, de echtgenoot van zangeres Toni. Muzikaal werd de overstap gemaakt van de countryrock naar een meer elektronische rockstijl.

## Nummers
| Nummer | Naam                       | Geschreven door                                        | Duur |
| ------ | -------------------------- | ------------------------------------------------------ | ---- |
| A1     | Lovers of a kind           | Andy Arthurs en Howard Goodall                         | 2:54 |
| A2     | Dream lover                | Werner Theunissen                                      | 2:56 |
| A3     | Say one word               | Günter Lammers, Rolf Lammers en Juan Bastós            | 3:36 |
| A4     | Closer to you              | Werner Theunissen                                      | 2:58 |
| A5     | Cross the sea              | Günter Lammers, Rolf Lammers, Juan Bastós en Mike Gong | 3:25 |
| A6     | It's over                  | Günter Lammers, Rolf Lammers en Mike Gong              | 3:47 |
| B1     | Chicano                    | Werner Theunissen                                      | 4:21 |
| B2     | Love this time             | Stephen Allen Davis                                    | 3:06 |
| B3     | I'm still in love with you | Günter Lammers, Juan Bastós en Dave Colman             | 3:31 |
| B4     | Chez Louis                 | Werner Theunissen                                      | 3:08 |
| B5     | If you go                  | Werner Theunissen                                      | 4:01 |
| B6     | After all                  | Austin Roberts                                         | 3:35 |